# Martina Ritter
Martina Ritter (Linz, 23 september 1982) is een Oostenrijkse voormalige wielrenster. Na drie jaar bij het Sloveense BTC City Ljubljana, reed ze in 2017 voor de Britse ploeg Drops Cycling Team en in 2018 voor het eveneens Britse Wiggle High5.
Ze werd vanaf 2013 zes maal op rij Oostenrijks kampioene tijdrijden en in 2015 en 2017 won ze ook de nationale wegrit.
In 2015 werd Ritter vijfde in de tijdrit op de Europese Spelen in Bakoe en 29e tijdens het WK tijdrijden in Richmond. Ze kwam namens Oostenrijk uit op de Olympische Zomerspelen 2016 in Rio de Janeiro; ze werd 46e in de wegrit.

## Palmares
2012

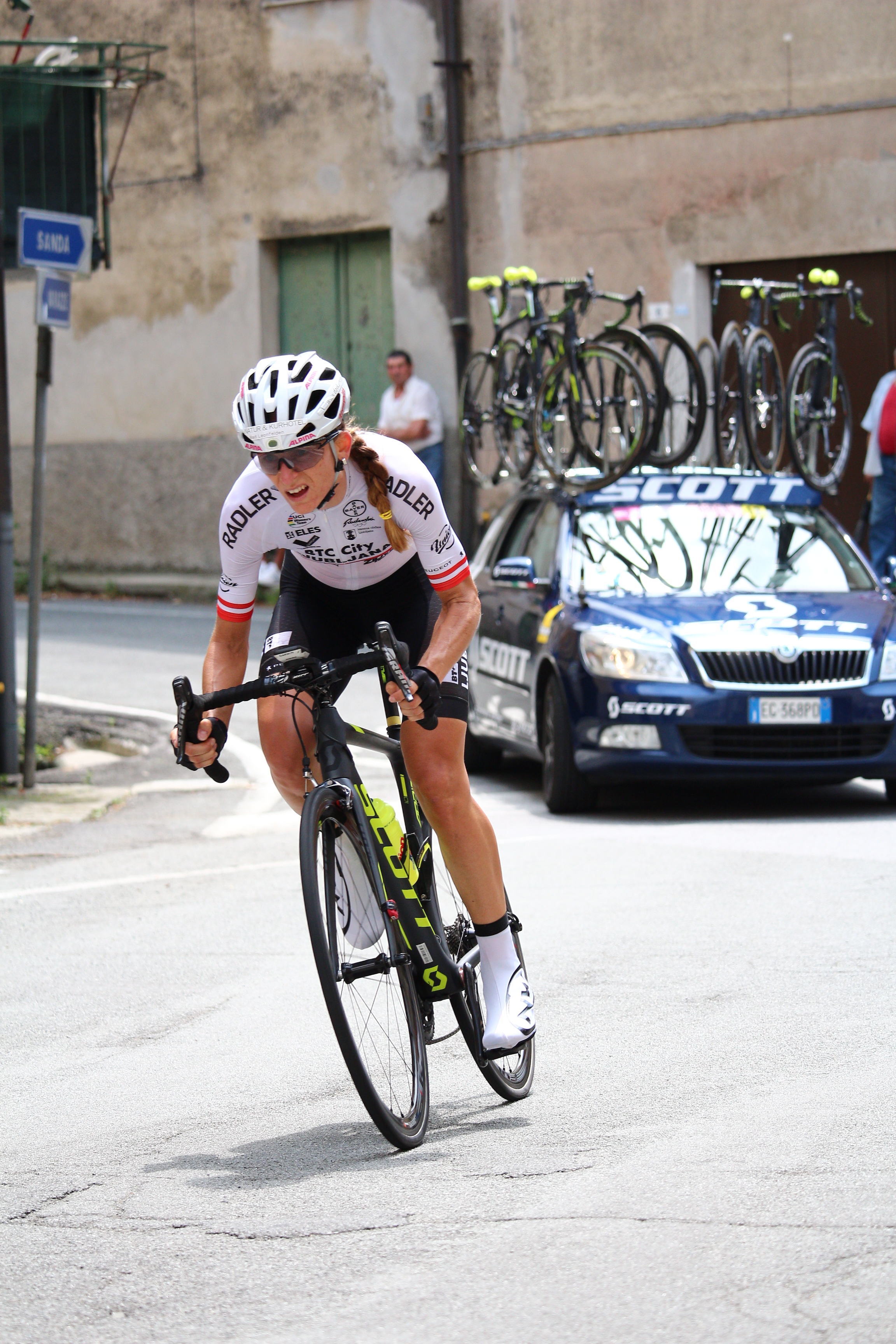
Ritter in de tijdrit van de Giro 2016.

- Oostenrijks kampioenschap op de weg
- Oostenrijks kampioenschap tijdrijden
- 3e in eindklassement Tour de Feminin - O cenu Českého Švýcarska

2013
- Oostenrijks kampioenschap tijdrijden
- Oostenrijks kampioenschap op de weg
- 3e in eindklassement Tour de Feminin - O cenu Českého Švýcarska

2014
- Oostenrijks kampioenschap tijdrijden
- Oostenrijks kampioenschap op de weg
- Ljubljana-Domzale-Ljubljana (tijdrit)

2015
- Oostenrijks kampioenschap op de weg
- Oostenrijks kampioenschap tijdrijden

2016
- Oostenrijks kampioenschap tijdrijden
- Oostenrijks kampioenschap op de weg

2017
- Oostenrijks kampioenschap op de weg
- Oostenrijks kampioenschap tijdrijden
- 4e etappe Gracia Orlová

2018
- Oostenrijks kampioenschap tijdrijden